# Gate Tower Building
Gate Tower Building (ゲートタワービル gēto tawā biru) er en kontorbygning på 16 etager, der ligger i Fukushima-kuområdet i Osaka, Japan. Den er kendt for at have en motorvejsrampe til forretningsområdet Umeda, der går tværs igennem bygningen.
Bygningen har 7.956 m2 etagemeter, og den er 71,9 m høj. Den blev indviet i 1992.